# Pi(x)el
Pi(x)el és un projecte performatiu de la mà de l'artista hispanocroat Filip Ćustić. El projecte fou exposat a l'Espai SOLO de Madrid des del 22 de març fins al desembre de 2022. En ell l'artista presentava eclècticament performance, escultura hiperrealista, programació i vídeo per assenyalar la tirania dels estàndards de bellesa actuals i com el món digital ens pot ajudar a superar-los. El seu discurs ofereix una visió positiva de la innovació tecnològica, fonamentant-se en el fet que a través de la virtualitat del món digital, inconscientment estem començant a superar la idea de raça, gènere, qualsevol classe de particularitat o condició física que ens pugui acomplexar. 
Pí(x)el imagina una tecnologia del futur que ens permeti celebrar la diversitat de les nostres identitats, fugir d'estereotips i poder modificar-les al nostre just.
L'origen del nom "pi(x)el" té la seva base en una reflexió lingüística i conceptual peculiar. Si es retira la lletra X de la paraula "píxel", s'obté la paraula "piel", la qual ens suggereix el concepte de pell si el traduïm al català. En aquest context, s'estableix una connexió entre la pell i els píxels, ja que les pantalles estan compostes per aquests últims. Aquest terme va sorgir de manera espontània durant una fase de reflexió creativa, amb la intenció de crear una mena d'estructura matemàtica o equació que involucrés la necessitat d'aclarir la lletra X per obtenir-ne el significat.

## Descripció de l'obra
La fase de presentació del projecte es caracteritza per la seva naturalesa performativa, implicà el desembalatge de la peça en qüestió. L'artista desenvolupa, construeix i connecta l'obra davant de l'audiència, utilitzant un marc estètic i sensorial inspirat en les presentacions populars de productes de gegants tecnològics com Apple.
L'exhibició vol transportar a l'audiència cap a una possible línia de futur, mitjançant un dispositiu wearable 1.0 i una escultura hiperrealista inspirada en el cos de la seva musa i amiga, l'artista María Forqué, més coneguda com a Vírgen Maria, que simuli la corporalitat de l'humà. Pi(x)el representa un prototip, una versió 1.0 d'un possible dispositiu wearable del futur, dissenyat per obrir camins cap a la diversitat i les identitats fluides, deixant enrere situacions de discriminació.
El nucli d'aquesta creació artística, s'erigeixen diversos artefactes vestibles entre els quals s'inclou un casc, un collar, un pectoral i unes ungles postisses, tots ells fusionats amb pantalles tàctils. Cada pantalla exhibeix i ofereix a l'espectador un ampli ventall de possibilitats corporals, convidant-lo a explorar un ampli ventall d'opcions corporal en constant canvi. Aquest conjunt d'elements, resultat d'una investigació exhaustiva per part de l'artista, es converteix en un reflex de la diversitat inherent a la nostra identitat. Les imatges amb les quals es pot interactuar a través de les pantalles són el treball de recopilació de particularitats del cos de 50 persones d'un ampli ranc d'edat, realitzat al llarg de 2 mesos.
En contrast amb les representacions idealitzades de cossos en treballs anteriors de l'artista, pi(x)el abraça tota una gamma d'elements no normatius o estereotipats, centrant-se en l'autenticitat i atorgant a l'espectador la capacitat de modelar un nou cos en cada ocasió. D'aquesta manera, el projecte va més enllà de les concepcions convencionals sobre gènere, edat o origen, explorant i celebrant la diversitat en la seva plenitud.